# Rolf Lassgård
Rolf Lassgård (Östersund, Jämtland, Zweden, 29 maart 1955) is een Zweedse acteur.
Hij was een enthousiast amateur-ijshockeyspeler in zijn jeugd, maar Lassgård ging studeren aan het Ingemar Lind Instituut voor Podiumkunsten in het dorp Storhögen buiten Östersund. Hij bezocht de toneelschool in Malmö van 1975 tot 1978. Daar ontmoette Lassgård regisseur Peter Oskarson en sloot hij zich aan bij zijn toneelgezelschap in Landskrona. Hij bleef daar vier jaar, en maakte zijn eerste televisieoptreden als Puck in de productie van A Midsummer Night's Dream in 1980. Lassgård volgde Oskarson op aan het Folkteatern-gezelschap in Gävle in 1982, met het geven van een serie zeer gewaardeerde optredens.
Lassgård had diverse kleine filmrollen, maar zijn doorbraak was in Kjell-Åke Anderssons film Min store tjocke far, waarvoor hij in 1992 de Guldbagge won als beste mannelijke acteur. Hij ging spelen in een breed scala van rollen in films, met name als de politieagent Gunvald Larsson in een reeks van films gemaakt in 1993-1994, op basis van de Martin Beck-romans, en als Kurt Wallander in de SVT-televisiefilm naar de bewerkingen van de Henning Mankell-romans, van 1994 tot 2007.
Hij was in juni en juli 2011 te zien als politie-profiler op de KRO-televisie in twee afleveringen van de detectiveserie Sebastian Bergman.
Hij was van 1982 tot 2021 getrouwd met de actrice Birgitta Lassgård, zij hebben samen drie kinderen: Ida (1983), Hanne (1987) en Anton (1994).

## Filmografie
- 2017 - Downsizing
- 2015 - En man som heter Ove
- 2011 - Jägarna 2
- 2010 - Kennedys Hirn (tv-film)
- 2010 - Så olika
- 2009 - Det enda rationella (film)
- 2009 - Ellas Geheimnis (tv-film)
- 2008 - De gales hus (film)
- 2008 - Angel (film)
- 2007 - Pyramiden (film)
- 2007 - Den man älskar
- 2006 - Efter brylluppet
- 2005 - Steget efter (film)
- 2004 - The Queen of Sheba's Pearls
- 2004 - Tre solar
- 2003 - Mannen som log (tv-film)
- 2003 - Capricciosa (film)
- 2001 - Villospår (tv-film)
- 2001 - Familjehemligheter
- 2000 - Gossip
- 1999 - Magnetisörens femte vinter
- 1999 - Där regnbågen slutar
- 1998 - Under solen
- 1996 - Potatishandlaren (tv-film)
- 1996 - Den vita lejoninnan
- 1996 - Sånt är livet
- 1996 - Jägarna
- 1995 - Hundarna i Riga
- 1995 - Petri tårar
- 1994 - Polismördaren (film)
- 1994 - Stockholm Marathon(film)
- 1994 - Mannen på balkongen (film)
- 1993 - Roseanna (1993)
- 1993 - Brandbilen som försvann (film)
- 1993 - Polis potatismos (film)
- 1992 - Kejsarn av Portugallien (tv-film)
- 1991 - Min store tjocke far

## Televisieseries
- 2020 - Efterforskningen (The Investigation) (zesdelige dramaserie over de dood van Kim Wall)
- 2019 -  Exit (dramaserie)
- 2018 - Jägarna (zesdelige misdaadserie)
- 2010 - Den fördömde (in Nederland Sebastian Bergman)
- 2006 - Brandvägg (miniserie Wallander)
- 2006 - Möbelhandlarens dotter
- 2002 - Den femte kvinnan (film)
- 1998 - Kvinnan i det låsta rumme
- 1994 - Mördare utan ansikte
- 1992 - Blueprint
- 1991 - Sunes jul